# Итальянец в Варшаве
«Итальянец в Варшаве» (пол. Giuseppe w Warszawie, «Джузеппе в Варшаве») — польский чёрно-белый военный фильм, комедия 1964 года.

## Сюжет
Итальянский солдат Джузеппе Сантуччи едет в отпуск на родину с Восточного фронта Второй мировой войны. Его поезд проезжает через оккупированную Польшу. В результате атаки партизан и возникшего замешательства, Джузеппе теряет свой автомат. Пока он его не найдёт, решает скрываться в Варшаве в квартире знакомой Марыси. Эта девушка — участница подполья и занимается нелегальной торговлей оружия. Зато её брат Сташек — художник, который не хочет вмешиваться ни во что опасное. Сташек разгуливает по Варшаве в итальянском мундире Джузеппе, а тем временем Италия переходит на сторону союзников и гитлеровцы арестовывают всех итальянцев подряд. Однако Сташека освобождает из-под ареста Мюттермильх — немецкий караульный, желающий подзаработать на торговле оружием с подпольщиками. Но Сташек далек от подпольной деятельности и не умеет правильно действовать. Из-за угрозы ареста фашистами, Марыся, Сташек и Джузеппе вынуждены бежать в лес, в партизанский отряд. Лишь там, случайно, Джузеппе находит своё оружие — пистолет-пулемёт «Беретта».

## В ролях
- Эльжбета Чижевская — Марыся
- Збигнев Цибульский  — Сташек, брат Марыси
- Антонио Чифарьелло — Джузеппе Сантуччи
- Ярема Стемповский — Мюттермильх
- Кристина Борович — женщина в поезде
- Александер Фогель — торговец в поезде
- Хенрик Хунко — пассажир в поезде
- Анджей Гавроньский — конспиратор Янек
- Рышард Рончевский — конспиратор вручающий Джузеппе награду
- Адам Павликовский — конспиратор принимающий «Сатира»
- Юзеф Перацкий — «Сатир»
- Ядвига Скупник — Зося
- Александер Севрук — Кишке, прослушивающий Сташека
- Войцех Семион — Ханс, пьяный немецкий солдат
- Мечислав Стоор — Фогель, немецкий рядовой
- Здзислав Маклякевич — фальшивый караульный, торговец на базаре
- Тадеуш Шмидт — командир партизанского отряда
- Роман Клосовский — водитель рикши
- Ежи Смык и др.